# Trachelomegalus sumatranus
Trachelomegalus sumatranus är en mångfotingart som beskrevs av Carl 1906. Trachelomegalus sumatranus ingår i släktet Trachelomegalus och familjen Pachybolidae. Inga underarter finns listade i Catalogue of Life.